# Жінки в правоохоронних органах

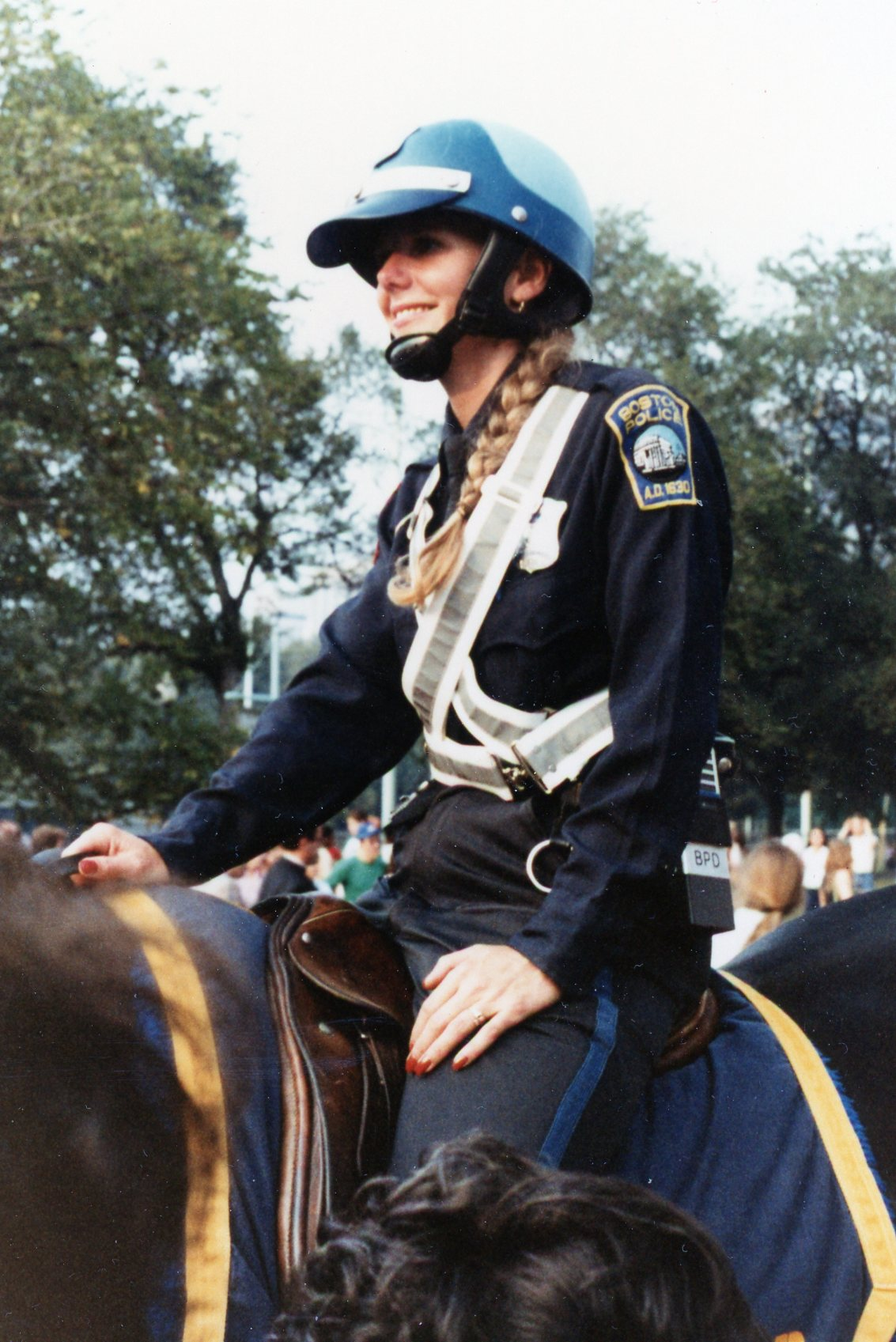
Поліцейська в Бостоні, 1980 рік

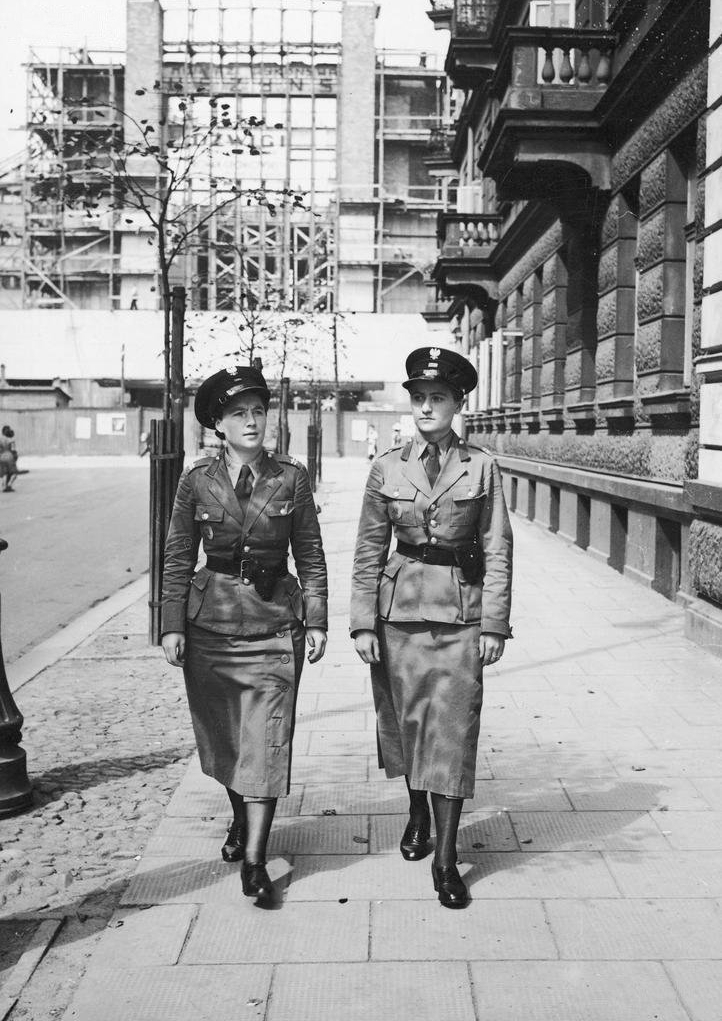
Співробітниці польської жіночої поліції патрулюють вул. Панкевича у Варшаві, на задньому плані видно будівництво Головного залізничного вокзалу.

Інтеграція жінок на посади в правоохороні (англ. women in law enforcement) є великою соціальною зміною. Століття тому в правоохоронних орнанах було мало вакансій, відкритих для жінок. Незначна їх кількість працювала офіцерками виправної колонії, і їх робота зазвичай обмежувалася периферійними завданнями. Жінки традиційно працювали в установах для неповнолітніх, розслідували злочини за участю правопорушниць або виконували канцелярську роботу, оскільки жінок не вважали такими ж здібними у правоохороні, як чоловіки.
Перші жіночі підрозділи поліції були створені в різних країнах світу після Першої світової війни під тиском феміністичних організацій та Ліги Націй, що засвідчила небезпечне зростання проституції та торгівлі жінками й дівчатками. Залежно від місцевих умов, жіноча поліція була окремою службою (жіночі підрозділи у складі органів державної безпеки) або жіночим корпусом поліції навколо підрозділів по всій країні.
Хоча у більшості країн жіночі відділи поліції розв'язували питання соціальної допомоги та незначних правопорушень, у деяких країнах, таких як Польща, вони займалися торгівлею людьми, моральними злочинами, проституцією, сутенерством, бродяжництвом неповнолітніх. Польська жіноча служба поліції вважалася однією з найкращих у регіоні та світі.
Діяльність жіночої поліції, як одне з найважливіших досягнень руху за емансипацію жінок, знайшло свій відбиток у багатьох культурних текстах 1920-30-х років.

## Велика Британія
Однією з перших країн, в яких жінок приймали до служби в поліції, була Велика Британія. У 1914 році Скотленд-Ярд погодився створити Жіночий добровольчий патруль (VWP) для підтримки роботи поліції, чиї офіцери все частіше опинялися на фронтах Першої світової.

## Жіноча поліція в Польщі
У 1923 році, під впливом занепокоєння Ліги Націй з приводу зростання випадків проституції, злочинності серед неповнолітніх та злочинів, пов'язаних з торгівлею людьми, Державна поліція Польщі почала розглядати можливість створення окремого жіночого підрозділу. До цього рішення закликав Польський комітет протидії торгівлі жінками та дітьми. Спочатку створено Центральне бюро з питань міжнародної боротьби з торгівлею жінками та дітьми в Республіці Польща, яке діяло у складі 2-го відділу Міністерства внутрішніх справ на чолі з ветеранкою добровольчого жіночого легіону, лейтенанткою Станіславою Палеолог.
Нарешті, 26 лютого 1925 року головний комендант Державної поліції підписав указ, що дозволяє жінкам працевлаштовуватися до штатної поліції. Після навчання прийнято перших 30 поліціянток, і до 1930 року їх кількість зросла до 50. Кандидатками могли стати виключно неодружені жінки та бездітні вдови у віці від 25 до 45 років з міцним здоров'ям, зростом від 164 сантиметрів і з коротким волоссям. Окрім того, вони мусили надати посвідчення моральності, характеристику, видану однією з жіночих організацій, і гарантувати, що не одружаться протягом 10 років з моменту прийняття на службу.

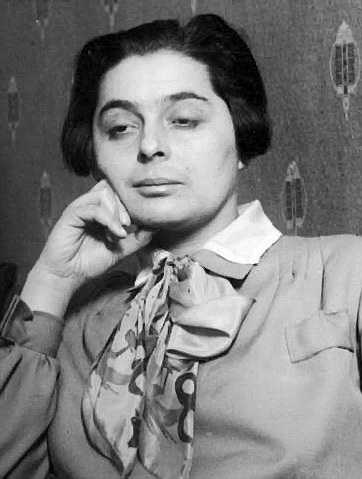
Станіслава Палеолог. Фото Illustrated Daily Courier.

Більшість поліціянток з першого набору направлені до Варшавської санітарно-митної бригади. Досить швидко практика показала, що поліціянтки часто краще за колег-чоловіків справляються у ситуаціях вуличних бійок, роботи з неповнолітніми чи пов'язаних із домашнім насильством та сексуальними злочинами. Також поліціянтки добре співпрацювали з громадськими організаціями, які займаються боротьбою з торгівлею людьми та сутенерством, такими як так звані станційні місії, товариства захисту жінок або католицькі жіночі ордени.
У серпні 1935 року при 4-му відділі штабу поліції створено самостійний відділ у справах офіцерів та жіночих чинів, який очолила заступниця комісара Станіслава Палеолог. На той час створено спеціальний 9-місячний курс для рядових жінок, випускниць якого скеровували як працівниць поліції до підрозділів превенції або слідства. Жіночі підрозділи поліції діяли у Варшаві, Вільнюсі, Кракові, Львові та Лодзі. Окрім окремих жіночих підрозділів, поліціянток також призначали до кримінальних бригад або центрів утримання неповнолітніх у Познані, Гдині, Каліші, Любліні та Станіславі. До кінця 1936 року ще 112 жінок прийнято на службу, а в наступні роки — кілька десятків. Загалом, до початку Другої світової війни близько 300 поліціянток закінчили курси у Варшавській школі офіцерів державної поліції.
Під час вересневої кампанії більшість жіночих служб польської поліції поділилася долею своїх колежанок з місцевих відділень поліції. Сама Станіслава Палеолог, отримавши комісарське звання в 1939 році, відокремилася від евакуаційного транспорту Генерального штабу Національної поліції і, разом із частиною шкільної роти поліціянток, брала участь у боях Окремої оперативної групи «Полісся» генерала Францішека Клееберга. Під час окупації у складі Корпусу державної безпеки Палеолог готувала майбутні жіночі кадри для післявоєнної польської поліції. Після війни вона емігрувала до Великої Британії, де співпрацювала з Скотленд-Ярдом, а в 1952 році опублікувала першу монографію з теми під назвою Жіноча поліція Польщі 1925—1939.